# 阿里斯陶

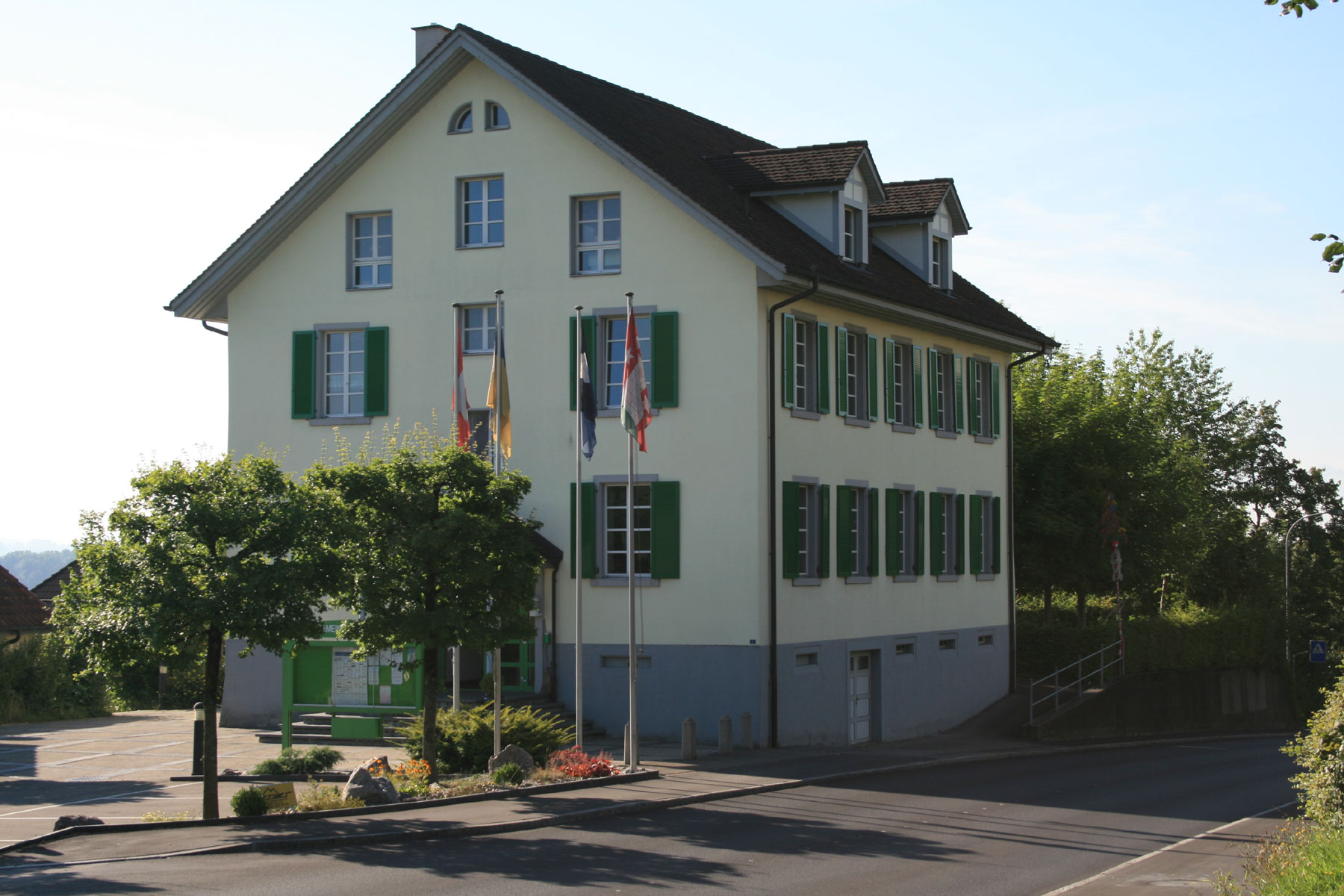

阿里斯陶是瑞士的城鎮，位於該國北部，由阿爾高州負責管轄，面積8.64平方公里，海拔高度401米，2012年人口1,346，六成人口信奉羅馬天主教，人口密度每平方公里156人。